# Нацумэ, Нана
Нана Нацумэ (яп. 夏目ナナ Нацумэ Нана) — японская киноактриса и бывшая порноактриса.

## Биография
Родилась 23 января 1980 года в Сакаи (в ряде источников указан 1982 год рождения, но на её официальном сайте указан 1980 год). После окончания школы она работала в зубоврачебной клинике, а также занималась продажами недвижимости. Карьеры Наны в сфере развлечений началась с участия в ночных ТВ-шоу «On Girls' File» и «Cure Sick Night». После переезда в Токио, снималась для журналов, среди которых были «Shukan Gendai» и «Weekly Post». Также она снялась для фотокниги «727» и для вышедшего в ноябре 2002 года на DVD сборника снимков «nana».

### Карьера в порноиндустрии
26 ноября 2003 года Нацумэ вела в отеле «Century Hyatt hotel», расположенном в Синдзюку, церемонию вручения премий компании «Soft On Demand» (SOD), которая, помимо прочего, присуждает премии за достижения в области порноиндустрии. В январе 2004 года вышел первый порнофильм с Наной, получивший название «Debut». Будучи неопытной и консервативной в области секса, Нацумэ, описывая свой дебют, позднее призналась: «Насколько же смущённой я выглядела в течение всего процесса». Также она заявила, что в свой первый опыт в области мастурбации и пайдзури она получила именно на съёмках порно. В фильме «Final Pussy!», снятом Нобору Игути Нацумэ играет роль женщины, которая стала жертвой неудачного военного эксперимента. Когда она испытывает сексуальное возбуждение, стволы, скрытые в груди женщины, делают выстрел, убивая её партнёра. При производстве спецэффектов для фильма был задействован Ёсихиро Нисимура.
В ноябре 2005 года Нацумэ снялось в своём первом порнофильме, включавшем буккакэ. Этот фильм, «Nana Natsume Showered», был снят Кадзухико Мацумото. В декабре того же года актриса снялась в фильме «Stripper», посвящённом лесбийской тематике, также в фильме сыграла Куруми Морисита.
Нацумэ получила широкое признание, как в СМИ и внутри порноиндустрии, так и среди фанатов. В 2004 году она получила премию «Best AV Actress prize» на церемонии «Takeshi Kitano Awards». Также она получила ряд премий на «SOD Awards» в 2005 году, включая «Best Actress» и «the SOD Grand Prize». На «SOD Awards» в 2006 году Нацумэ получила премию «Best Actress prize», в том же году порнофильм «Face Within Japan, Body Within a Vehicle!!», в котором снималась Нацумэ, получил премию «Best Video prize» на «AV Actress Grand Prix».

### ТВ, радио и кинематография
В течение всей своей карьеры в порноиндустрии Нацумэ регулярно появлялась на телевидении и радио, в 2005 году она вела собственное радиошоу «Garnet Energy».

### Прочая деятельность
Нацумэ записала кавер на песню 1982 года «Sekido Komachi Dokit!» (赤道小町ドキッ!), 2 августа 2006 года он был выпущен компанией «Rock Chipper Records» на CD и DVD.
Также она озвучила одного из персонажей игры «Ryu Ga Gotoku 2» (龍が如く2) (Yakuza 2).